# بریل

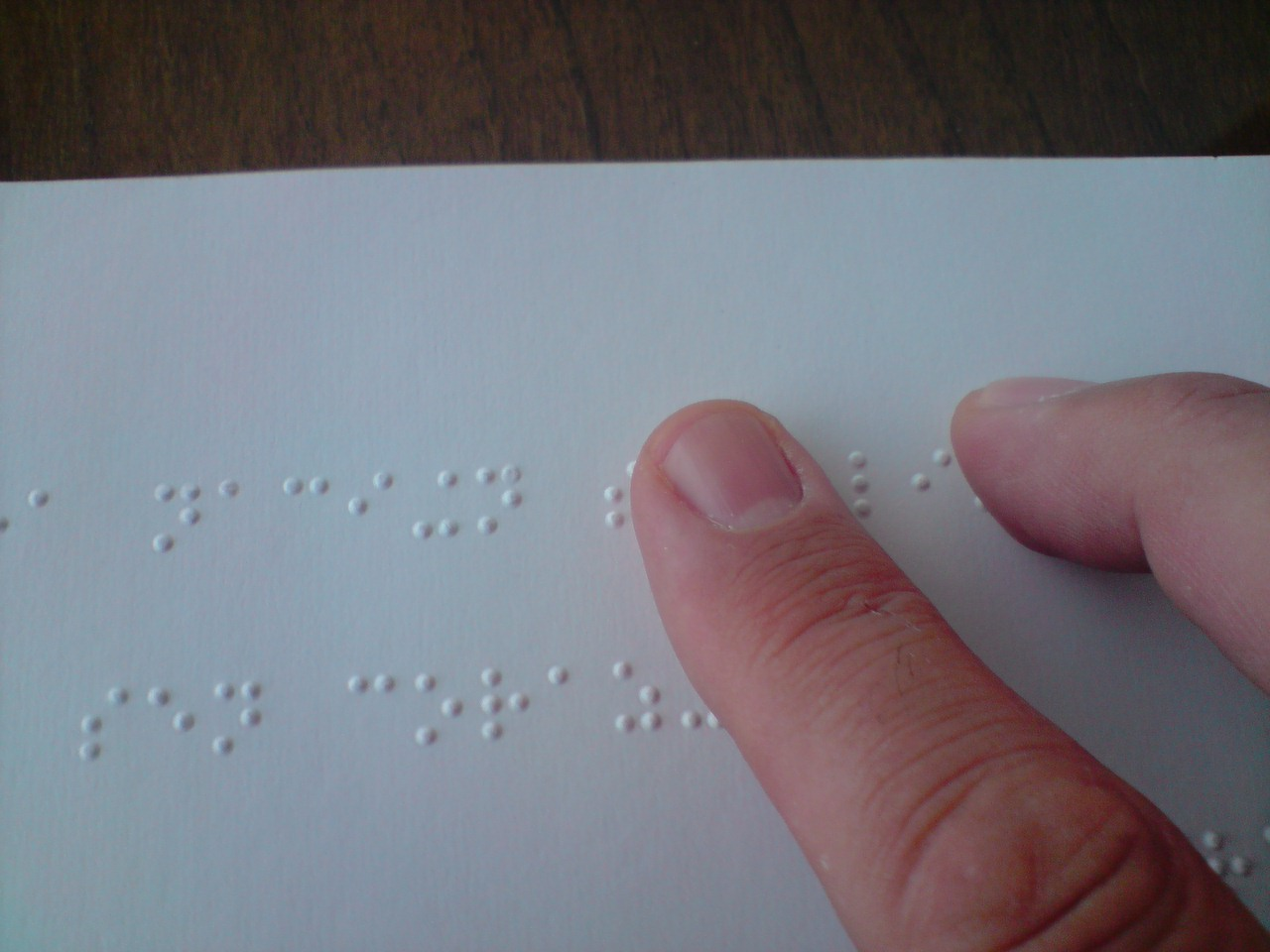
شخصی در حال خواندن الفبای بریل

خط بریل (به فرانسوی: Braille) که در سال ۱۸۲۱ توسط لوئی بریل ابداع شد، روشی است که به‌طور گسترده‌ای در دنیا توسط نابینایان برای خواندن و نوشتن استفاده می‌شود. خط بریل در زبان فارسی و عربی و کلیه زبان های لاتین از چپ به راست خوانده می‌شود.
هر یک از کاراکتِر یا سلول بریل از شش نقطه تشکیل شده که در یک مستطیل به صورت ۲ ستون سه نقطه‌ای در کنار هم قرار می‌گیرند. هر سلول می‌تواند دو حالت برجسته یا غیر برجسته داشته باشد که جایگشت این دو حالت در شش نقطه مجموعاً ۶۴ حالت مختلف را ایجاد می‌کند. بدین ترتیب امکان نوشتن کلیه حروف الفبا، اعداد و علایم ریاضی، همچنین علایم نگارشی چون ویرگول، نقطه و … فراهم می‌آید.
جهت ارجاع و نامگذاری، این نقطه‌ها را به ترتیب شماره‌گذاری می‌کنند. در زبان‌های راست به چپ، به‌طور استاندارد نقطه‌های سمت راست از بالا به پایین شماره ۱ تا ۳ و نقطه‌های سمت چپ، از بالا به پایین شماره ۴ تا ۶ را دارند؛ مثلاً برجسته بودن خانه‌های ۱-۳-۴ یعنی خانه بالا سمت راست، پایین سمت راست و بالا سمت چپ نماد حرف «م» یا در انگلیسی حرف m می‌باشد.

## پیشینه خط بریل
مسیحیت و کلیسا چون حرمت و احترامی برای معلولان قائل نبود بسیار دیر به آموزش نابینایان پرداختند. البته استثناهایی بود و برخی کلیساها کارشان را زودتر شروع کردند. برای نمونه قدیس دیدیموس در سده چهارم میلادی یعنی حدود ۱۶۰۰ سال قبل و حدود دویست سال قبل از ظهور اسلام در اسکندریه، نابینایان را دعوت کرد و به آنان آموزش می‌داد.
او متن عهدین را به صورت صوتی آموزش می‌داد؛ یعنی کسی می‌خواند و آن‌ها گوش می‌دادند. همچنین برخی کلیساها در اروپانیز به نابینایان آموزش می‌دادند.
لوکاس در ۱۵۱۷ یعنی حدود پانصد سال قبل، خط برجسته‌ای به نام خط چوبی اختراع کرد و حروف و کلمات را با چوب می‌ساخت. اما در جهان اسلام نخستین بار جامع الازهر مصر در ۹۷۰م/۳۴۸ش یعنی در دوره فاطمیان به عنوان یک دولت شیعی، آموزش نابینایان را شروع کردند. در سوریه مدارسی که متعلق به مذاهب اهل سنت بود از سال ۶۰۳ق/۵۸۵ش نابینایان را جذب و به آنان آموزش می‌دادند.
زین‌الدین آمدی دانشمند و کتابفروش نابینای اهل بغداد در قرن ۱۴ میلادی برای نخستین بار یک سیستم الفبای برجسته اختراع کرد که ۵ قرن از اختراع خط بریل جلوتر است و شباهتهایی به آن دارد
اما برای نخستین بار خط بریل عربی در فلسطین به سال ۱۸۹۷م/۱۲۷۵ش ابداع و نابینایان جذب شدند تا با این روش جدید آموزش ببینند.
با توجه به اینکه لویی بریل در سال ۱۸۲۹م کتابش دربارهٔ خط نابینایی را منتشر کرد، ۶۸ سال بعد چاپ این اثر، خط بریل عربی در فلسطین آموزش داده می‌شد. اما ابتکار لویی بریل (درگذشت ۱۸۵۲م) دو سال بعد از فوتش، توسط دولت فرانسه پذیرفته و تصویب شد و راه برای آموزش خط بریل هموار گردید؛ یعنی در سال ۱۸۵۴م، این خط پذیرفته شد. به این مبنا، ۴۳ سال بعد خط بریل در فلسطین مطرح و آموزش آن شروع شد.
اما بر اساس برخی اسناد خط بریل فارسی توسط ارنست یاکوب کریستوفل (۱۸۷۶–۱۹۵۵م) ابداع شد. او دو آموزشگاه برای نابینایان تبریز و اصفهان بنیان گذاشت. و در این مدارس خط بریل فارسی آموزش داده می‌شد. نخستین آموزشگاه را در تبریز به سال ۱۳۰۴ش/۱۹۲۵م بنیان نهاد. از این‌رو آموزش بریل فارسی بعد از این تاریخ و قبل از فوتش ۱۹۵۵م/۱۳۳۳ش بوده‌است؛ بنابراین خط بریل عربی حداقل سه دهه زودتر از خط بریل فارسی آغاز شد. کریستوفل(به انگلیسی: Ernest Jakob Christoffel) ارمنی و هدفش ترویج و تبلیغ مسیحیت بود. او پس از درگذشت در آرامگاه ارامنه اصفهان دفن شد.
آقای مصطفی شیروی می‌نویسد: «چند سالی است که به تدوین تاریخ خط بریل مشغول هستم و منابع مختلف را دیده‌ام ولی تاکنون منبعی یافت نشد که به ابتکار شیخ زین الدین اشاره کرده باشد. معلوم می‌شود غیر از این، ابتکارات دیگر هم احتمالاً بوده‌است. و نیاز به جستجو و کاوش بسیار هست.»

## نگارخانه
